# Cinq Mille Dollars sur l'as
Pour plus de détails, voir Fiche technique et Distribution.
Cinq Mille Dollars sur l'as (Los pistoleros de Arizona) est un western spaghetti hispano-italo-allemand sorti en 1964, réalisé par Alfonso Balcázar.

## Synopsis
Jeff, un pistolero passionné de poker, gagne 5 000 dollars dans une partie, et prend ainsi possession d'un ranch à Town Creek, non sans avoir tué le propriétaire en duel. Or cette ville d'Arizona est infestée de bandits.

## Fiche technique
- Titre français : Cinq Mille Dollars sur l'as[2] ou Le Ranch des implacables ou La Main sur la gâchette[2]
- Titre original espagnol : Los pistoleros de Arizona ou encore El rancho de los implacables
- Titre allemand : Die Gejagten der Sierra Nevada
- Titre italien : 5000 dollari sull'asso
- Genre : western spaghetti
- Réalisation : Alfonso Balcázar
- Scénario : Alfonso Balcázar, Sandro Continenza (version italienne), José Antonio de la Loma
- Musique : Angelo Francesco Lavagnino
- Production : Edmondo Amati (en) pour Balcázar Producciones Cinematográficas, Fida Cinematografica, Internacional Germana Film
- Photographie : Carlo Carlini
- Format d'image : 2,35 : 1
- Montage : Teresa Alcocer
- Durée : 77 min
- Décors : Juan Alberto Soler et Jurgen Kiebach
- Costumes : Angela Ruggeri (créditée dans la version italienne) et Rafael Borque
- Maquillage : Adrian Jaramillo
- Pays :  Espagne,  Italie,  Allemagne de l'Ouest
- Année de sortie : 1964
- Distribution en Italie : Fida Cinematografica
- Date de sortie en salle en France : 18 avril 1966[2]

## Distribution
- Robert Woods : Jeff Clayton
- Fernando Sancho : Juan Carrancho
- Helmut Schmid : Jimmy le noir
- Nino Persello (sous le pseudo de Norman Preston) : Gitano Jack
- Maria Sebaldt :  Hellen Greenwood
- Antonio Molino Rojo : Dingus
- Frank Stewart : David
- Hans Nielsen : le juge Keystone
- Jaime Avellán : Benson
- Richard Häussler : Dundee
- José Castellví
- Miguel de la Riva : Don
- Alberto Gadea : un pistolero avec Don
- Pedro Gil : le shérif
- César Ojinaga : Glenn, propriétaire du ranch
- Fernando Rubio : Fulgencio
- Francisco Sanz : Craig
- Juan Torres : Peter Peabody
- Rafael Anglada : un cowboy
- Carlos Hurtado : un pistolero avec Don
- Francisco García López